# SpaceX CRS-19
SpaceX CRS-19 (также известный как SpX-19) — девятнадцатый полёт автоматического грузового корабля Dragon компании SpaceX в программе снабжения Международной космической станции по контракту Commercial Resupply Services (CRS) с NASA.
Это третий полёт для возвращаемой капсулы корабля, которая ранее использовалась для миссий SpaceX CRS-4 и SpaceX CRS-11, в сентябре 2014 и июне 2017 года, соответственно.

## Запуск
Запуск корабля ракетой-носителем Falcon 9 со стартового комплекса SLC-40 на мысе Канаверал состоялся 5 декабря 2019 года в 17:29 UTC. Примерно через 10 минут после старта корабль вышел на орбиту и раскрыл солнечные батареи.

## Сближение и стыковка
8 декабря 2019 года в 10:05 UTC астронавт Европейского космического агентства (ЕКА) Лука Пармитано захватил корабль с помощью дистанционного манипулятора Канадарм2. Затем, в 12:47 UTC он подвёл корабль к модулю Гармония и провёл его стыковку к надирному стыковочному узлу. При этом, ему помогал астронавт NASA Эндрю Морган, а астронавт NASA Джессика Меир вела контроль за телеметрической информацией.

## Полезная нагрузка
Dragon доставил на МКС 2617 кг полезного груза.
В герметичном отсеке находится 1693 кг груза (с учётом упаковки), в том числе:
- Провизия и вещи для экипажа — 256 кг
- Материалы для научных исследований — 977 кг
- Оборудование для выхода в открытый космос — 65 кг
- Оборудование и детали станции — 306 кг
- Компьютеры и комплектующие — 15 кг

Масса оборудования в негерметичном грузовом отсеке корабля Dragon составляет 924 кг:
- высокочувствительный спектрометр HISUI Японского космического агентства для размещения на внешней платформе модуля «Кибо»[1],
- новая литий-ионная батарея, на замену той, которая была доставлена японским грузовым кораблём HTV-7 в 2018 году и повреждена вследствие короткого замыкания вскоре после установки на станции[6],
- „отель для роботов“ RiTS (Robotic Tool Stowage) — платформа для установки на внешней поверхности МКС, где будут храниться роботизированные системы в период, когда они не используются астронавтами[7],

Среди многочисленного оборудования для проведения экспериментов на станцию будут доставлены 40 живых мышей для проведения исследований препаратов-блокаторов белков миостатина и активина, ответственных за регуляцию роста мышечной и костной массы, соответственно. Кроме того, на станцию доставят оборудование для изучения поведения пламени в ограниченном пространстве в условиях микрогравитации, исследование возможностей процесса соложения семян ячменя при микрогравитации. Также среди груза находятся несколько наноспутников для запуска со станции, в том числе первый спутник, изготовленный в Мексике.

## Отстыковка и возвращение
7 января 2020 года была произведена отстыковка корабля от МКС с помощью механической руки Канадарм2. Корабль вернул на Землю с МКС 1633 кг груза и приводнился в тот же день.